# Rua da Consolação
A Rua da Consolação é uma das mais importantes vias da cidade de São Paulo. Tem início no Centro da cidade, próximo ao Vale do Anhangabaú e termina na Rua Estados Unidos, nos Jardins.
Apresenta três trechos bem distintos. No primeiro e no terceiro trechos, entre o Vale do Anhangabaú até a Avenida São Luís e depois, entre a Avenida Paulista e a Rua Estados Unidos, é uma via comum, de uma única pista. No trecho central, entretanto, é uma avenida de oito pistas (duas de corredor exclusivo de ônibus), que integra o Corredor de ônibus Campo Limpo-Rebouças-Centro.

## História
Originou-se de um caminho já existente na época da colônia, o Caminho de Pinheiros. Um dos principais caminhos da região na época colonial ligava a Vila de São Paulo à Vila de Pinheiros e era início de caminho para as cidades no oeste.

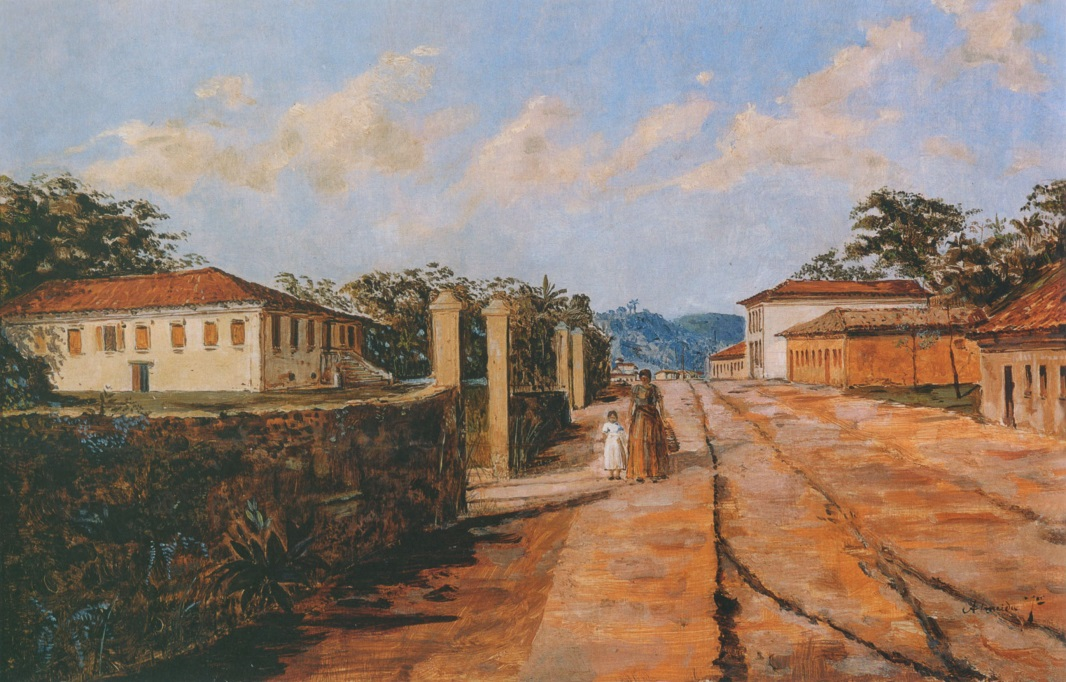
Rua da Consolação no século XIX, por Almeida Júnior

Essa antiga estrada começava no final da Rua Direita, passava pelo Anhangabaú e tomava o rumo de Pinheiros até encontrar a Estrada de Sorocaba. Conhecido também como "Caminho do Aniceto" e "Rua do Taques", a antiga estrada transformou-se hoje na conhecida Rua da Consolação.
Sua denominação deve-se a construção, em 1800, da antiga Igreja de Nossa Senhora da Consolação. Apesar da existência desta igreja, em 1855 o atual distrito da Consolação ainda era ermo, afastado da cidade e com pouquíssimos moradores.
A Rua da Consolação, por sua vez, passou por muitas transformações. Em 1858 foi inaugurado o Cemitério da Consolação e, já no final do século XIX, era uma das principais vias que levavam à Avenida Paulista. Outras como o estádio dos jogos em casa da extinta Associação Atlética Mackenzie College.

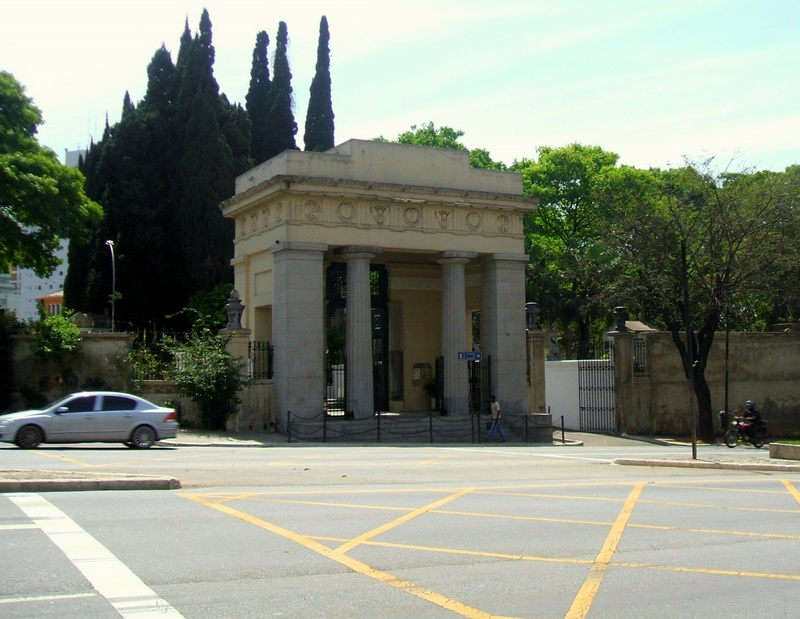
Cemitério da Consolação

Entre as décadas de 1950 e 1960, passou por uma ampla reforma com a ampliação do seu leito. Data dessa mesma época a instalação das primeiras casas especializadas em iluminação e lustres. Apesar de possuir todas as características de uma avenida (pelo menos no trecho entre a Rua Bráulio Gomes e a Avenida Paulista), o seu nome oficial continua sendo Rua da Consolação.
Na década de 1960, o prefeito Faria Lima decidiu duplicar a rua, tendo as obras sido iniciadas em 1965, e terminadas em 1968, depois de desapropriações e demolições do lado ímpar da Consolação, entre a rua Dona Antônia de Queirós e a avenida Paulista. A área expropriada para o seu alargamento foi de 21 600 metros quadrados.
Em 1972, foi construída uma passagem de pedestres que fica embaixo da via, na altura da Avenida Paulista, onde são realizadas exposições diversas.

## Estabelecimentos importantes

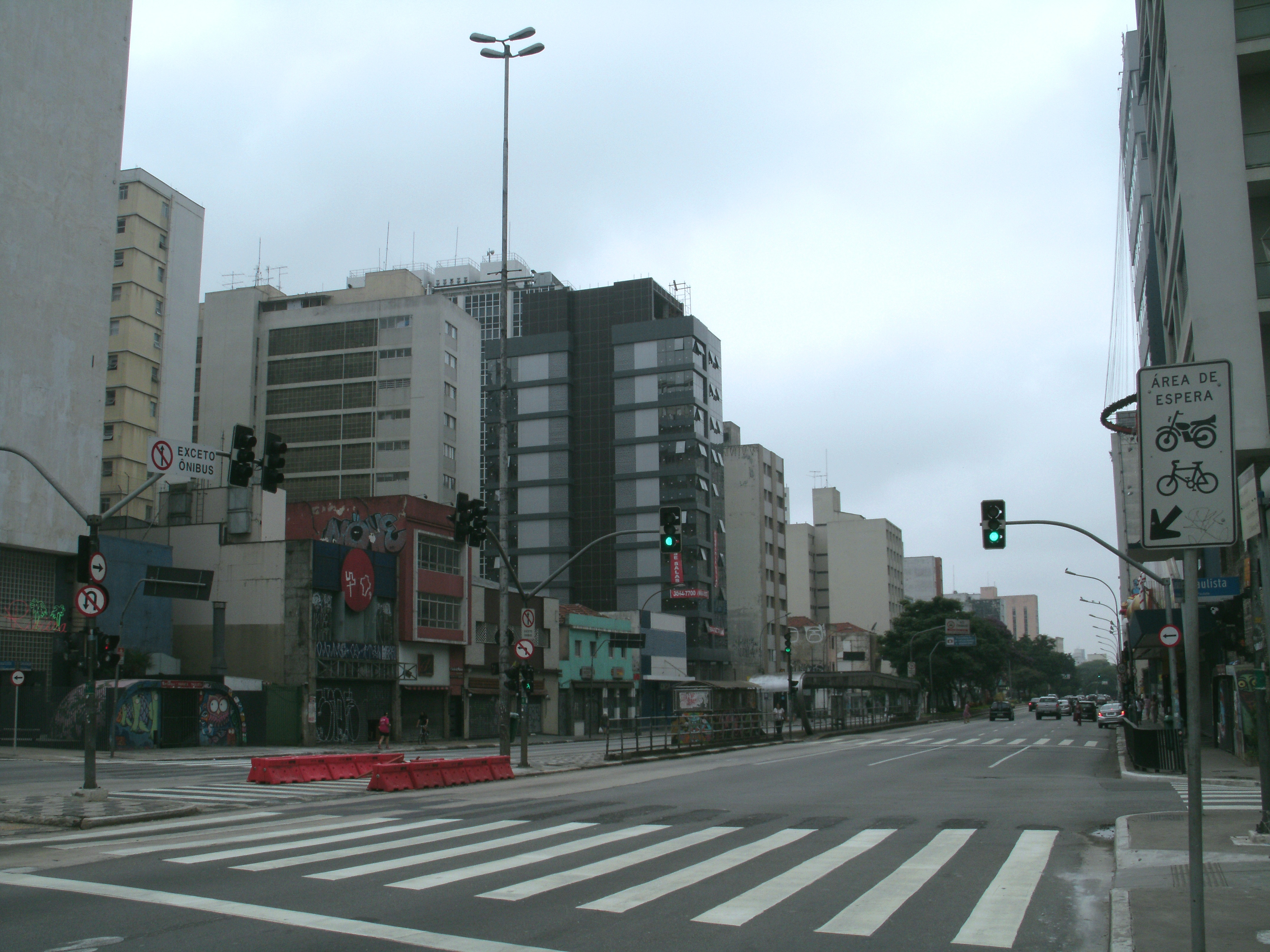
Rua da Consolação no encontro com a Avenida Paulista

No Edifício Anchieta, que faz frente para a Avenida Paulista, do lado da Rua da Consolação, por muitos anos, funcionou o famoso Bar Riviera, local frequentado por boêmios e intelectuais. Do lado oposto funcionou o Cine Trianon onde mais tarde se situou o Cine Belas Artes, pegado ao então Cine Ritz-Consolação que ficava onde depois se estabeleceram as Casas Pernambucanas.
O Cine Ritz-Consolação foi, durante algum tempo, auditório da extinta TV Tupi Canal 4, onde às quartas-feiras acontecia o programa Música Sempre Música, série de concertos sinfônicos sob a batuta do Maestro Bernardo Federowski, televisionado ao vivo.
O Cine América, depois Cine Rio, próximo à Rua Coronel José Eusébio, acomodou o Teatro Record, onde se realizaram as concorridas tardes do "Programa Jovem Guarda", abrigando depois um Templo Evangélico.

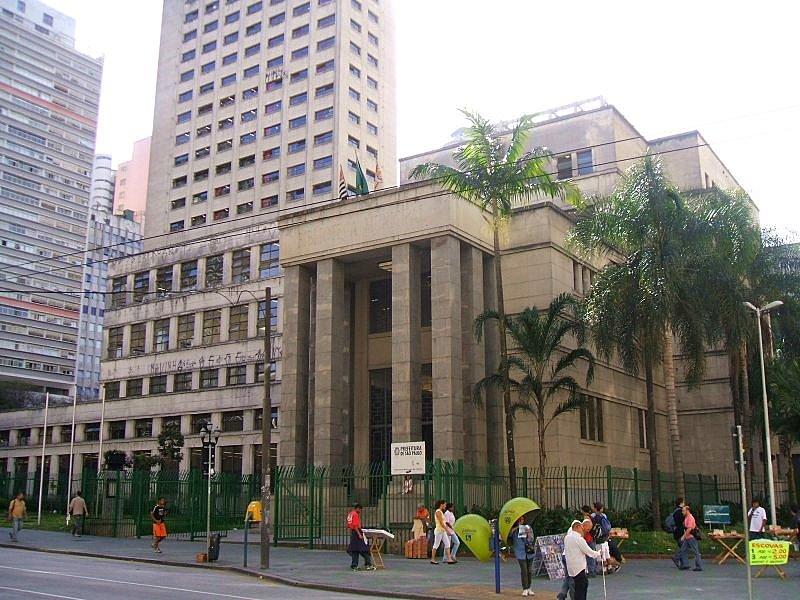
Biblioteca Municipal Mário de Andrade

Nela encontra-se a Biblioteca Municipal Mário de Andrade, a tradicional Igreja da Consolação, o primeiro cemitério público da cidade (o Cemitério da Consolação), a Universidade Presbiteriana Mackenzie, e o Colégio Marina Cintra. Na esquina com a Rua Piauí, localiza-se a Estação Higienópolis-Mackenzie da Linha 4-Amarela do Metrô, inaugurada em 23 de janeiro de 2018.
Rua anteriormente voltada ao comércio de móveis e antiguidades, tornou-se posteriormente conhecida como a rua dos lustres e luminárias.
A partir da Alameda Santos, após a construção do complexo viário, é uma via comum (não duplicada) com mão única, que desce no sentido da Rua Estados Unidos, onde funciona comércio variado, de vestuário, decoração, alimentação e outros. Neste trecho encontram-se numerosos edifícios residenciais de alto padrão.
A Rua da Consolação foi o palco dos jogos em casa da extinta Associação Atlética Mackenzie College.

## Transporte
Além de ser parte do Corredor de ônibus Campo Limpo-Rebouças-Centro, uma das vias estruturais de transporte da cidade, a Rua da Consolação conta também com duas estações de metrô: Higienópolis–Mackenzie e Paulista, ambas da Linha 4-Amarela. A Estação Paulista é integrada à Estação Consolação da Linha 2-Verde.